# Clemens Prokop (Autor)
Clemens Prokop (* 1. September 1974 in Rosenheim) ist ein deutscher Musikwissenschaftler, Autor und Musikproduzent.
Während seines Studiums (Musikwissenschaft, Theaterwissenschaft, Neuere deutsche Literatur) an der LMU München schrieb er Musik- und Opernkritiken für die Süddeutsche Zeitung, für die Financial Times Deutschland und andere Medien. Er war Stipendiat des ifp (Institut zur Förderung publizistischen Nachwuchses e.V., München). Clemens Prokop ist Autor mehrerer Bücher über Musik. Er lebt in Wald bei Zürich.
Seit 2002 hat sich Clemens Prokop auf die Bereiche Musikstrategie und Musikproduktion konzentriert. Zusammen mit seinem Bruder Nick Prokop entwickelt er Konzepte für Musik in Räumen. Dazu gehört auch die Produktion von Musikfilmen sowie Tonträgern unter dem genre-übergreifenden Label Klanglogo. Klanglogo kooperiert seit 2012 mit der auf sakrale Chormusik spezialisierten Produktionsgesellschaft Rondeau Production in Leipzig.

## Werke (Auswahl)
Bücher und Aufsätze
- Mozart der Spieler: die Geschichte eines schnellen Lebens. Bärenreiter-Verlag, Kassel 2005, ISBN 3-7618-1816-5.
- Mozart, Don Giovanni (= Opernführer kompakt). Bärenreiter-Verlag, Kassel, 2012, ISBN 978-3-7618-2246-3 und Henschel, Leipzig, 2012, ISBN 978-3-89487-902-0.
- Jauchzet, frohlocket. Du musst kein Schwein sein; Von Bach, den Prinzen und einer Leipziger Musikerfamilie. Bärenreiter-Verlag, Kassel 2004, ISBN 3-7618-1735-5 (zusammen mit Peter Krumbiegel)
- Liebe macht traurig. Luc Bondy, kein Opernregisseur. In: Curt Bernd Sucher: Luc Bondy. Erfinder, Spieler, Liebhaber (= Edition Burgtheater 3). Residenz Verlag, Salzburg, 2002, ISBN 3-7017-1284-0.
- Zum Sterben schön. In: Peter Andreas/Michael Fischer: Gräber unsterblicher Komponisten. Bärenreiter-Verlag, Kassel 2003, ISBN 3-7618-1663-4.

Filme/Filmmusik
- Reise zum Horizont (Soundtrack). Ein Dokumentarfilm über das Gleitschirmfliegen von Thomas Latzel, Deutschland 2008.[4]
- Vineta – Versunkene Stadt (Musik-Visualisierung und Buch), Bayerisches Fernsehen 2012.[5]

Hörbuch-Musik
- Michael Basse: Partisanengefühle Lyrische Protokolle. P. Kirchheim Verlag, München 2004, ISBN 3-87410-098-7 (1 CD).